# Sonali Gulati
Sonali Gulati és una cineasta indiamericana independent, feminista, activista de base i educadora. La seva mare era professora i dissenyadora tèxtil. Gulati va créixer a Nova Delhi i ha realitzat diverses pel·lícules que s'han projectat en més de cinc-cents festivals de cinema d'arreu del món, en llocs com el Museu Hirshhorn, el Museu de Belles Arts de Boston, el Museu Nacional de Dones en les Arts i festivals de cinema com el Margaret Mead Film Festival, el Black Maria Film Festival, el Slamdance Film Festival, i BlackStar Film Festival.
Té un MFA en Arts de Cinema i Mitjans de Comunicació a la Temple University, i una llicenciatura en Critical Social Thought al Mount Holyoke College. Actualment és professora al Departament de Fotografia i Cinema de la Virginia Commonwealth University.

## Pel·lícules
Sonali Gulati ha realitzat diversos curtmetratges i un llargmetratge documental. El 2005 va fer el documental guardonat Nalini by Day, Nancy by Night explora la subcontractació outsourcing a l'Índia. La pel·lícula es va emetre a la televisió pública dels Estats Units, Canadà, Europa, Austràlia, Nova Zelanda, Orient Mitjà, Àsia del Sud i Nord d'Àfrica.
La seva pel·lícula I AM ha guanyat 14 premis i continua exhibint-se. '

## Premis
Gulati és becària de cinema del Guggenheim. Ha guanyat premis, beques i beques de la Third Wave Foundation, World Studio Foundation, la Robert Giard Memorial Fellowship, la Virginia Museum of Fine Arts Fellowship, el Theresa Pollak Prize for Excellence in the Arts, el Center for Asian American Media (CAAM), VCU School of the Arts Faculty Award of Excellence, beques de Creative Capital.

## Filmografia
- Bye Bye Lullaby (2022)
- Miles & Kilometres (2021)
- Big Time-my doodled diary (2015), premi al millor curtmetratge al Fire!! Mostra Internacional de Cinema Gai i Lesbià
- I Am[5] (2011)
- 24 Frames per Day (2008)
- Nalini by Day, Nancy by Night (2005)
- Where is there Room? (2002)
- Name I Call Myself (2001)
- Barefeet (2000)
- Sum Total (1999)

## Escrits
- "Place of Safe Landing" Queer Potli - Memories, Imaginations and Re-Imaginations of Urban Queer Spaces in India, ed. Pawan Dhall, QI Publishing, 2016
- "The Fight to Live", Outlook, Outlook Publishing Group, 2 de juliol de 2015
- "Welcome to Your Own Festival: Review on Nigah QueerFest’07." Biblio: A Review of Books, Vol. XII Nos. 5 & 6, de juny de 2007
- "Confessions of a Desidyke: A Filmmaker’s Journey from Ignorance." Trikone Magazine, Vol. 20, No.4 de març de 2006
- "Sum Total." Because I Have a Voice, Queer Politics in India, ed. Arvind Narrain and Gautam Bhan, Yoda Press, 2005